# 謝應嶽
謝應嶽（1483年—？），字顯之，號雙渠，江西吉安府吉水縣人，民籍，明朝政治人物。

## 生平
嘉靖七年（1528年）中式戊子科江西鄉試第一名舉人，嘉靖八年，聯捷己丑科三甲161名進士。授慈溪县知县。

## 家族
曾祖謝三奇；祖父謝建鈞；父謝正用，母毛氏。永感下。